# Evan Luard
David Evan Trant Luard (31 octobre 1926 - 8 février 1991), plus connu sous le nom d'Evan Luard, est un homme politique travailliste britannique, puis SDP et un spécialiste renommé des relations internationales.

## Biographie
Luard fait ses études à King's College School, Cambridge  Felsted School et King's College, Cambridge où il obtient un diplôme en langues modernes. En 1950, Luard rejoint le service extérieur et après avoir appris le chinois, il est en poste à Pékin de 1952 à 1954. En 1956, il démissionne du service diplomatique pour protester contre l'implication de la Grande-Bretagne dans la crise de Suez.
Il devient chercheur au St Antony's College d'Oxford en 1957, où il étudie les relations de la Chine avec la Grande-Bretagne. Il est conseiller travailliste au conseil municipal d'Oxford de 1958 à 1961.
Après s'être présenté au siège pour la première fois en 1964, Luard est élu député d'Oxford en 1966 . Il est député travailliste d'Oxford de 1966 à 1970 et à nouveau d'octobre 1974 à 1979. Il est le seul député travailliste à avoir jamais représenté la circonscription sous sa forme originale. Il est sous-secrétaire d'État parlementaire au ministère des Affaires étrangères de 1969 à 1970 et de nouveau de 1976 jusqu'à ce que les travaillistes quittent le pouvoir en 1979.
Luard rejoint le SDP peu de temps après sa formation et se présente à l'élection générale de 1983 pour le parti dans la circonscription nouvellement formée d'Oxford West et d'Abingdon. Il est désélectionné en 1987 au profit de Chris Huhne.
Luard est principalement connu pour ses nombreux écrits sur de nombreux aspects des relations internationales . Il est également connu pour ses théories sociologiques, notamment la théorie de la hiérarchie. Son étude exhaustive de la guerre, War in International Society: A Study in International Sociology, est publiée en Grande-Bretagne en 1986 et par Yale University Press aux États-Unis en 1987. Un compte rendu de sa vie et de son travail est publié dans le Oxford Dictionary of National Biography en 2004.